# Li Xuemei
Li Xuemei (* 1 de febrero de 1977 - ) en una atleta de nacionalidad china. Es la mujer asiática más veloz en la historia, con un récord de 10.79 segundos en los 100 metros lisos, marca obtenida en 18 de octubre de 1997 en Shanghái. Cuatro días después logró otro récord, corriendo 200 metros en 22.01 segundos.
Li participó en los Juegos Olímpicos de Sídney 2000 y Atenas 2004, sin conseguir pasar a ninguna final. Sus mejores marcas internacionales han sido un séptimo lugar en los 60 metros lisos en el Campeonato Mundial de Pista Cubierta de 2001, una medalla de oro en los 200 metros en la Universiada de 2001 y dos medallas en los Juegos Asiáticos de 1998.
- Datos: Q2242618